# 電腦輔助稽核技術
電腦輔助稽核技術（Computer-assisted audit techniques，縮寫 CAATs），是應用電腦來進行稽核程序的自動化。其最大的特色是可以在個人電腦上操作，稽核人員可以至受查單位系統下載檔案至個人電腦再使用電腦輔助稽核軟體進行測試，其主要是讓稽核人員能更獨立地分析應用系統的資料檔，依據資訊系統的處理邏輯，利用通用稽核軟體進行平行模擬試算或是分析，再從資訊系統本身產出相關報表，將之與稽核人員試算分析的結果進行比對，針對其中的差異在進行了解、分析、試算。ICAEA國際電腦稽核教育協會定義：泛指使用電腦輔助稽核工具 CAATs來進行稽核工作的方法與程序稱為電腦稽核(Computer Auditing)。最常見的通用CAATTs軟體，其實就是ACL及JCAATs等的專業軟體。

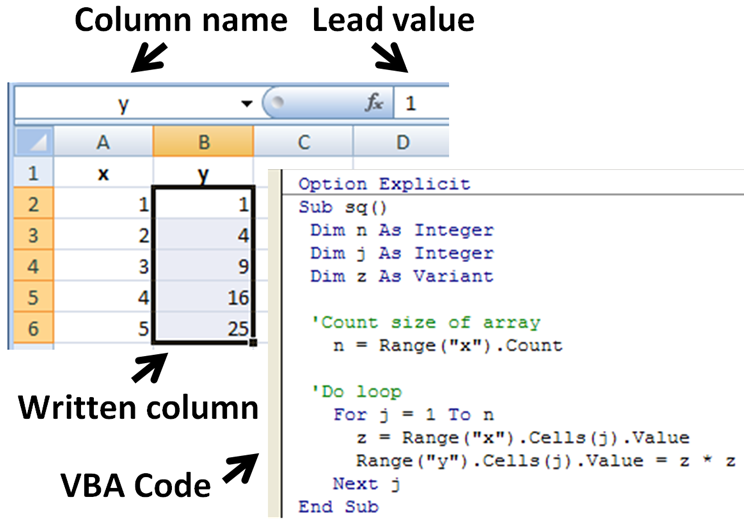
Excel中使用VBA語言設計電腦輔助稽核

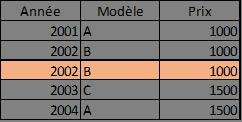
電腦迅速抓出人工失誤重複輸入，避免總數加總錯誤。

## 專業的稽核軟體
目前最常被應用的電腦輔助稽核技術工具(CAATs)，亦稱之為通用稽核軟體，常見的有ACL、Arbutus、JCAATs、IDEA等專業的軟體。這些專業的電腦輔助稽核軟體通常是針對應用系統稽核設計，適用於不同的檔案種類、資料格式，其特色是強調抽樣、勾稽、比對、審計、資料分析及資料轉換能力。
稽核軟體的優點包括：
- 他們是獨立的被審計系統，並會使用該文件的只讀副本，以避免組織的數據的任何損壞。
- 許多審計的具體程序被使用，如取樣。
- 提供在軟體中執行的每個試驗，可以用來作為審計師的工作文件的文檔。

稽核專門的軟體可以執行以下功能：
- 數據的查詢。
- 數據分層。
- 審計抽樣。
- 識別序列的缺少。
- 統計分析。
- 計算。
- 識別重複的事務。
- 樞紐分析表。
- 交叉分析對照表。

## 電腦輔助稽核技術教育和職業發展

### 電腦輔助稽核技術課程
電腦輔助稽核技術用於由稽核師的基本工具。這個工具有利於他們從給定的數據的違規行為使搜索。有了這個工具的幫助下，任何公司的審計師和會計師將能夠提供更多的分析結果。這些工具用於整個每一個企業環境，也是在行業了。隨著電腦輔助稽核技術的幫助下，更多的財務會計與更多的分析可以做到的。這的確是一個有用的工具，可以幫助該公司稽核師以極具效率地地開展工作。與電腦輔助稽核技術合作，這是必不可少的會計師或審計師選擇正確的數據，在選擇的過程是非常棘手的，和你需要的專業吧。選擇合適的數據後，導入到電腦輔助稽核技術，目前該工具會自動生成分析數據。這個工具確實有助於審計人員的工作效率。最根本的課程大綱包括：
- 電腦稽核概述
- 電腦稽核法律和道德問題
- 了解電腦輔助稽核技術
- 電腦稽核項目計劃
- 數據訪問的技能和知識
- 數據驗證技能和知識
- 數據分析技能和知識
- 稽核調查報告的技能和知識

### 電腦輔助稽核技術認證計劃
有來自不同廠商的電腦輔助稽核技術和專業協會為以下幾個認證項目：
- 國際電腦稽核軟體應用師(International Certified CAATs Practitioner, ICCP)：國際電腦稽核教育協會（ICAEA）成立。
- ACL™稽核分析師（ACDA）：由ACL服務有限公司成立。
- 認證IDEA稽核分析師（CIDA）：由CaseWare公司成立。
- Jacksoft認證電腦稽核軟體應用師（JCCP）：由Jacksoft商業自動化股份有限公司成立。

## 電腦輔助稽核技術的其他用途
除了使用軟體數據分析，稽核員使用電腦輔助稽核技術整個稽核活動對下列也事務同時進行數據分析：

### 電子工作底稿
保持電子工作底稿上的集中稽核文件或數據庫將允許審計師來瀏覽當前和歸檔工作文件輕鬆。該數據庫將使它更容易為核數師，以協調當前的審核，確保他們認為，從以前或相關項目的研究結果。此外，審計人員將能夠以電子方式規範的審計形式和格式，這樣可以提高質量和審計工作底稿的一致性。

### 舞弊偵測
電腦輔助稽核技術提供了稽核人員的工具，它可以識別數據可能存在欺詐意外或不明原因的模式。在電腦輔助稽核技術下數據是否是簡單的或複雜的，數據分析提供了在預防和檢測欺詐的許多好處。

### 分析測試
通過學習財務和非財務數據之間的合理關係，使金融資訊的評估，評估的帳戶餘額是否出現合理的（AU 329）。例子包括比例，趨勢和本福特定律測試。

### 數據分析報告
報告生產使用，如過濾記錄和加入數據文件具體稽核的命令。

### 持續性稽核
持續性稽核是一個持續的過程獲取，分析和業務數據報告來識別和營運業務風險作出反應。對於審核員，以確保全面的方法來採集，分析和業務數據報告，就必須作出一定的組織不斷的所有計算機系統，業務交易和流程，應用控制在監控用戶活動。

## 外部連結
稽核自動化知識網 （页面存档备份，存于）